# Break Through the Silence (EP)
Break Through the Silence là extended play (EP) thứ hai của DJ và nhà sản xuất thu âm người Hà Lan Martin Garrix, với bộ đôi DJ người Nga Matisse & Sadko. Nó đã được phát hành vào ngày 27 tháng 7 năm 2018 bởi Spinnin' Records.

## Danh sách bài hát
| STT              | Nhan đề                                    | Thời lượng |
| ---------------- | ------------------------------------------ | ---------- |
| 1.               | "Break Through The Silence" (Original Mix) | 4:43       |
| 2.               | "Dragon" (Original Mix)                    | 4:56       |
| 3.               | "Break Through The Silence" (Radio Edit)   | 3:24       |
| 4.               | "Dragon" (Radio Edit)                      | 3:16       |
| Tổng thời lượng: | Tổng thời lượng:                           | 16:19      |